# Ліси Сумської області
Лісові ресурси — усі матеріальні і нематеріальні блага, які використовує людина у своїй господарській діяльності.

## Лісистість території
Лісистість Сумської області дещо вища, ніж середня по Україні (15,9 %) і становить 18,1 %.
За цим показником область займає 10 місце серед інших областей України.
Середній запас на 1 га вкритих лісом земель становить 8626 куб. м.
Загальний середній приріст становить 4,3 куб. м. на 1 га.

## Структура лісового фонду

### Розподіл вкритих лісом земель за породами

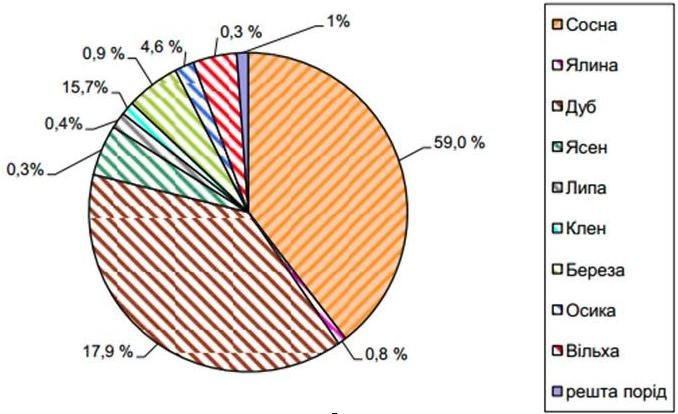
наведений розподіл лісовкритих площ за породами дерев

Ліси області розміщені не рівномірно, пояснюється це тим, що північна частина області знаходиться у поліській зоні, саме там сконцентровані найбільші лісові запаси. У лісах переважають хвойні та твердолистяні породи: сосна, ялина, дуб, явір, клен, ясен. Найбільша кількість твердолистяних порід зосереджена в Краснопільському, Лебединському, Охтирському, Роменському, Сумському, Тростянецькому лісгоспах. Група хвойних порід в основному приурочена до півночі області. Домінантною породою у цій групі є сосна звичайна, ялина і модрина. М'яколистяні є найменш чисельною групою порід, серед яких береза, вільха чорна, осика, липа, тополя, верба. У Конотопському районі знаходяться найбільші площі під цими породами.

### Ліси за призначенням
За призначенням ліси розподіляються наступним чином:
- Ліси природоохоронного, наукового, історико-культурного призначення — 9,1 %.
- Захисні ліси — 25 %.
- Рекреаційно-оздоровчі ліси — 20 %.
- Експлуатаційні ліси — 45,9 % [2].

### Вікова структура лісів
Особливістю складу лісів Сумської області за віком (за даними «Сумиліс») є переважання середньовікових і досить мала кількість стиглих та перестійних. Питома вага молодняків становить 13 %, насаджень середнього віку — 51 %, пристигаючих — 23 %, стиглих та перестійних — 12 % покритої лісом площі.
Найбільша кількість молодняків 12,5 % від загальної кількості молодняків в області, зосереджена у Глухівському лісгоспі. Найменшу кількість молодняків спостерігаємо у Роменському і Середино-Будському лісгоспах — менше 6 % [3].

## Лісокористування

### Заготівля деревини та площі рубок
Аналізуючи динаміку показників заготівлі ліквідної деревини з 2000 до 2011 року, слід відмітити, що в цілому вона є позитивною: обсяг виріс з 640,2 тис. м³ у 2006 році до 1042,8 тис. м³ у 2011. Незначний спад заготівлі відбувся у післякризовий 2009 рік.

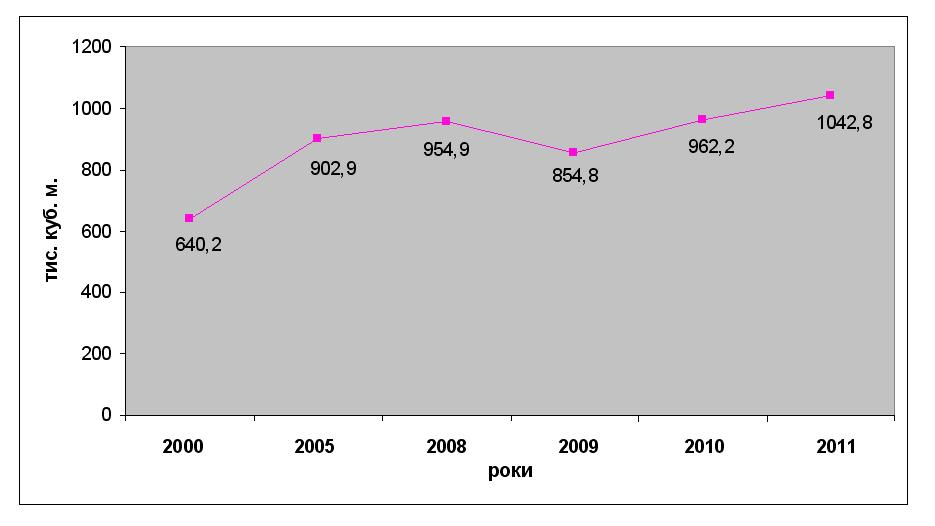
Проаналізовано обсяги заготівлі деревини протягом 2000—2011 років

У структурі заготівлі ліквідної деревини в області виділяють:
- лісоматеріали круглі — 545,7 тис. м³ (52,3 %);
- деревина для технологічних потреб — 258,5 тис. м³ (24,8 %);
- дрова для опалення — 238,5 тис. м³ (22,9 %).

Найбільше лісоматеріалів круглих заготовляють у Ямпільському, Шосткинському та Кролевецькому районах. Найбільші обсяги заготівлі деревини для технологічних потреб мають Ямпільський, Охтирський та Шосткинський райони. За заготівлею дров для опалення лідирують Кролевецький, Тростянецький райони та м. Глухів.
Площа рубок лісу та заходів на території Сумської області, тис. га [4]
| Площа                                                  | 2005 | 2008 | 2009 | 2010 | 2011 |
| ------------------------------------------------------ | ---- | ---- | ---- | ---- | ---- |
| рубок головного користування                           | 1,4  | 1,3  | 1,4  | 1,4  | 1,7  |
| рубок формування і оздоровлення лісів та інших заходів | 21,2 | 21,2 | 17,4 | 19,8 | 19,9 |
| загальна                                               | 22,6 | 22,5 | 18,8 | 21,4 | 21,6 |

### Відтворення лісів
В області проводяться роботи й з відновлення лісового фонду. Починаючи з 2002 року спостерігається
стійка тенденція до зростання площ, зайнятих для відтворення лісів. Протягом років незалежності найвищим показник відновлення лісів був у 2009 році, найнижчим — у 1994.

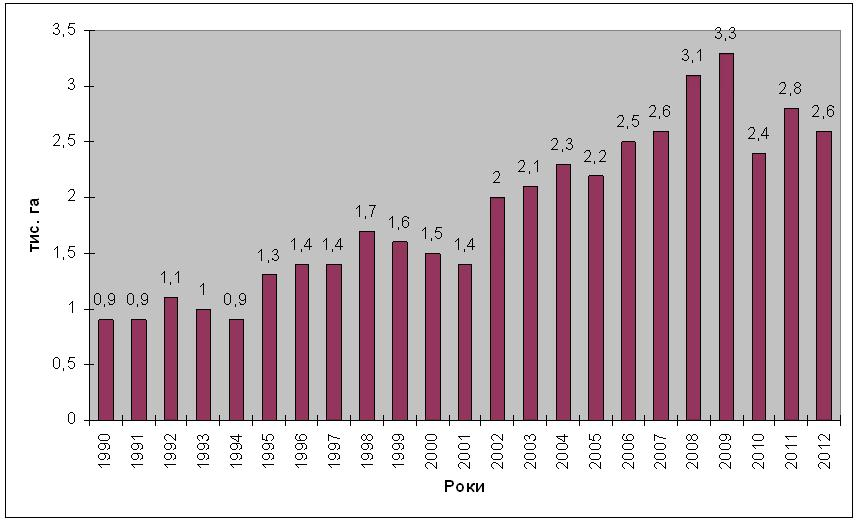
проаналізовано динаміку відтворення лісів Сумської області протягом 2000—2012 рр.

При цьому найбільші площі по відновленню лісів у 2011 році знаходилися у Середино-Будському (292 га), Шосткинському (260 га) та Кролевецькому (259 га) районах. Найменше лісів відновлюється у Білопільському (1 га), Липоводолинському (10 га) та Великописарівському (12 га) районах.

### Проблеми лісокористування
Ліси страждають від пожеж. У середньому щорічно фіксується 100 випадків пожеж у Сумській області з приблизно середньою площею 1 пожежі в 0,38 га. 90 % пожеж трапляється з вини людини. Ще однією проблемою лісів є комахи-шкідники та хвороби. Площа уражених ділянок стрімко збільшилася протягом 2000—2008 рр. з 6,4 тис. га до 19,7 тис. га.

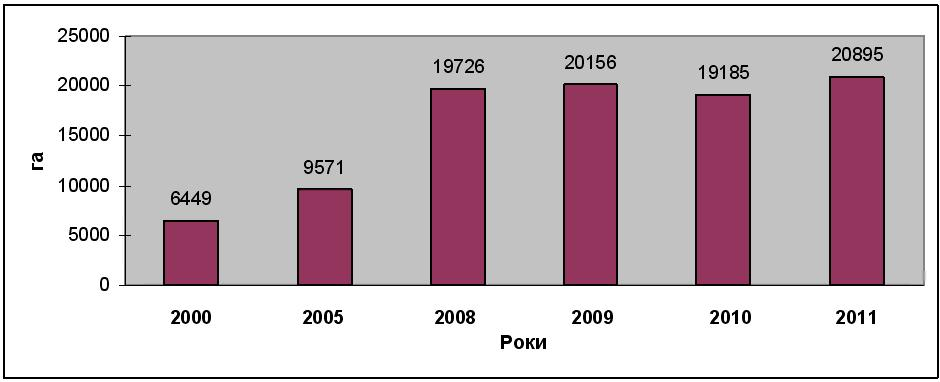
наведена загальна площа осередків шкідників і хвороб лісу на кінець року з 2000 до 2011

Наразі вдається стримувати зростання площі зараження лісів за рахунок використання біологічних та хімічних методів боротьби зі шкідниками, серед яких коренева губка є особливо небезпечним збудником кореневих гнилей хвойних порід, яка зрідка вражає навіть листяні дерева.